# Linghe
Der Stadtbezirk Linghe (chinesisch 凌河区, Pinyin Línghé Qū) ist ein Stadtbezirk der bezirksfreien Stadt Jinzhou im Südwesten der Provinz Liaoning in der Volksrepublik China. Er hat eine Fläche von 40,27 km² und zählt 402.038 Einwohner (Stand: Zensus 2020).

## Administrative Gliederung
Auf Gemeindeebene setzt sich der Stadtbezirk aus elf Straßenvierteln zusammen. 